# House Arrest (album)
House Arrest è il quinto album in studio del musicista statunitense Ariel Pink, pubblicato nel 2002 a nome Ariel Pink's Haunted Graffiti.

## Tracce
1. Hardcore Pops Are Fun
2. Interesting Results
3. West Coast Calamities
4. Flying Circles
5. Gettin' High in the Morning
6. Helen
7. Every Night I Die at Miyagis
8. House Arrest
9. Alisa
10. The People I'm Not
11. Almost Waiting
12. Oceans of Weep
13. Netherlands
14. Higher and Higher